# Uroleucon cirsii
Uroleucon cirsii är en insektsart som först beskrevs av Carl von Linné 1758.  Uroleucon cirsii ingår i släktet Uroleucon och familjen långrörsbladlöss. Arten är reproducerande i Sverige. Inga underarter finns listade i Catalogue of Life.